# Felipe Nunag
Felipe K. Nunag (ur. 23 marca 1916, zm. 17 marca 1957 w Balamban) – filipiński pięściarz.  Uczestnik Igrzysk Olimpijskich w 1936 w Berlinie. Na igrzyskach wziął udział w turnieju wagi muszej. W pierwszej walce wygrał decyzją sędziów z Rumunem Dumitru Panaitescu a w drugiej rundzie przegrał z Belgiem Raoulem Degryse. Razem z Ramonem Magsaysay zginął w katastrofie lotniczej samolotu Douglas C-47 na zboczach góry Manunggal, około 35 km na północny zachód od Cebu City. 